# Akça
Isla Akça (en turco: Akça Adası también escrito Akçaada o bien Nisída Patátes) es una isla de Turquía cerca de la ciudad más grande de la costa turca del Egeo, la ciudad de Esmirna. Es una isla deshabitada y solo hay arbustos en la isla. Se encuentra entre las islas Arap, Yassica, las islas Cicek, las islas Kortas y la isla de İncirli. Esta en la costa del Puerto de Urla. Se trata de una pequeña isla rodeada de aguas turquesas, por lo que es un sitio de veraneo para los residentes de las localidades cercanas.
El nombre griego de Akca es Nisida Patates. La parte suroeste de la isla es un poco rocosa y hay un pequeño islote llamado Akçaca a 100 m frente a la costa.